# Frederick Lemongo Nkoulou
Norrah Frederick Lemongo Nkoulou (* 10. August 2004 in Yaoundé) ist eine kamerunische Leichtathletin, die sich auf das Kugelstoßen spezialisiert hat.

## Sportliche Laufbahn
Erste internationale Erfahrungen sammelte Frederick Lemongo Nkoulou im Jahr 2023, als sie bei den U20-Afrikameisterschaften in Ndola mit einer Weite von 14,63 m die Bronzemedaille im Kugelstoßen gewann und sich auch im Diskusbewerb mit 38,77 m die Bronzemedaille sicherte. Ende Juli siegte sie mit 14,99 m im Kugelstoßen bei den Spielen der Frankophonie in Kinshasa. Zudem begann sie im selben Jahr ein Studium an der University of Pittsburgh in den Vereinigten Staaten. Im Jahr darauf belegte sie bei den Afrikameisterschaften in Douala mit 15,16 m den fünften Platz im Kugelstoßen.
2023 wurde Lemongo Nkoulou kamerunische Meisterin im Kugelstoßen.

## Persönliche Bestleistungen
- Kugelstoßen: 15,68 m, 6. April 2024 in Tampa
- Diskuswurf: 38,95 m, 6. April 2024 in Tampa